# Seznam predsednikov Albanije
Seznam predsednikov Albanije.

## Seznam (1946-91 predsedniki prezidija ljudske skupščine)
- Ahmed Zogu (1925-1928) (kasneje kralj)
- Omer Nishani (1944/46-1953)
- Haxhi Lleshi (1953-1982)
- Ramiz Alia (1982/1991-1992)
- Sali Berisha (1992-1997)
- Rexhep Meidani (1997-2002)
- Alfred Moisiu (2002-2007)
- Bamir Topi (2007-2012)
- Bujar Nishani (2012-2017)
- Ilir Meta (2017-2021)
- Gramoz Ruçi (2021-22)
- Bajram Begaj (2022-)